# Jogo Perigoso
Jogo Perigoso (no México: Juego peligroso) é um filme de 1967, uma coprodução de Brasil e México, dirigido por Arturo Ripstein e Luis Alcoriza.

## Sinopse
O filme conta duas histórias, um em tom de comédia e a outra na linha thriller.

## Elenco

### Primeiro segmento: "H. O."
- Julissa ... Claudia / Virginia
- Leonardo Villar ... Homero Olmos
- Jefferson Dantas ... Luis Robles
- Átila Almeida ... Agente de transito
- Ademir Benevento ... Salva-vidas
- Annik Malvil ... Marta
- Antonio Dresjan ... Rodrigo
- Celso Dresjan ... Gonzalo

### Segundo segmento: "Divertimento"
- Silvia Pinal ... Lena Anderson
- Milton Rodrigues ... Mario
- Eva Wilma ... Lucía
- Leila Diniz ... Selma
- Kleber Drable ... Frank

## Produção
Juego peligroso foi gravado integralmente na cidade de Rio de Janeiro.